# Les tres edats
Les tres edats (Three Ages, en anglès) és un llargmetratge estatunidenc de 1923 de comèdia muda protagonitzat pel còmic Buster Keaton i Wallace Beery. Va ser el primer llargmetratge que Keaton va escriure, va dirigir, va produir i va protagonitzar, estructurant la pel·lícula com tres curtmetratges intercalats. Si el projecte hagués fracassat, la pel·lícula s'hauria dividit en tres curtmetratges, cadascun dels quals hauria tractat una de les edats. L'estructura també funcionava com paròdia de la pel·lícula Intolerance: Love's Struggle Throughout the Ages, de D. W. Griffith, de 1916. Ha estat subtitulat en català.

## Sinopsi
Tres trames en tres períodes històrics diferents: la prehistòria, l'antiga Roma i els temps moderns, (els feliços anys vint). Els tres s'intercalen per a demostrar que l'amor de l'home per la dona no ha canviat significativament al llarg de la història. En les tres trames, els personatges interpretats pel petit i prim Buster Keaton i l'esvelt i pinxo Wallace Beery competeixen per l'atenció de la mateixa dona, interpretada per Margaret Leahy. Cada trama segueix "arcs" similars en la línia de la història en la qual el personatge de Keaton treballa per l'atenció de la seva estimada i finalment la conquesta.
A l'"edat de Pedra", Keaton competeix amb el més gran i brut Beery per una cavernícola, Leahy. Després d'observar com un altre cavernícola arrossega a una dona pel pèl per "conquistar-la", Keaton intenta ser més ferm, però és contínuament empès i assetjat per Beery. Un intent de donar gelosia a Leahy coquetejant amb una altra dona acaba en fracàs. No obstant això, Keaton s'acosta a Leahy i Beery el repta a barallar de matinada. Keaton gana gràcies a que amaga una pedra al seu garrot, però és atrapat i lligat a la cua d'un elefant per ser arrossegat pel sòl com a càstig. Al seu retorn, troba a Leahy a punt de ser seduïda per Beery i intenta fugir amb ella. Beery l'atrapa i els dos lluiten llançant-se roques des de lluny, amb Keaton i Leahy junts en un penya-segat, derrotant finalment al brut cavernícola. En l'epíleg, Keaton i Leahy es van de passeig amb la seva enorme família de nens seguint-los.
En el segment de l'"antiga Roma", Keaton intenta atreure l'atenció de l'adinerat Leahy, però és contínuament rebutjat per Beery. Beery el repta a una carrera de carros després d'una dura nevada; Keaton gana utilitzant gossos de trineu en lloc de cavalls. En venjança, Beery l'obliga a ficar-se en el fossat dels lleons de la família de Leahy. Keaton sobreviu fent-se amic del lleó i fent-li la manicura a les seves urpes. Keaton és rescatat pels pares de Leahy mentre Beery segresta a Leahy. Keaton la rescata i intenta seduir-la al seu palanquí, que enlaira sense ells. En l'epíleg, també surten de passeig amb molts nens a coll.
En els "temps moderns", Keaton és un home pobre que anhela a Leahy, que té pares rics. La mare de Leahy, poc impressionada pel compte bancari de Keaton però interessada en la de Beery, es decideix per aquest com a parella per a la seva filla. Keaton s'emborratxa accidentalment en un restaurant en el qual Beery i Leahy estan sopant, i Beery enganya un comensal perquè li doni un cop de puny a Keaton, que ensopega amb la borratxera a casa. Més tard, Keaton impressiona a Leahy jugant un partit de futbol, mentre que Beery és només un entrenador; Beery decideix jugar contra Keaton. Keaton es veu aclaparat pel major dels Beery, però acaba guanyant el partit amb un impressionant "touchdown". Un irritat Beery inculpa a Keaton per possessió d'alcohol i fa que l'arrestin, mostrant-li al mateix temps el seu anunci de noces amb Leahy: Keaton no podrà impedir les noces mentre estigui a la presó. Mentre és seguit per un guàrdia, Keaton troba un arxiu criminal que mostra que Beery ha estat acusat de bigàmia i falsificació. Intenta cridar Leahy per advertir-li. S'escapa accidentalment quan la cabina telefònica que està utilitzant és retirada per a ser reemplaçada. Keaton evadeix a la policia que el persegueix i arriba a l'església a temps d'evitar les noces de Leahy i portar-la-hi en un taxi. Després de mostrar-li l'expedient penal de Beery, porta a Leahy a la seva casa i es prepara per marxar-se, però ella el besa. Li diu al taxista que tornaran a l'església. En l'epíleg, també surten a passejar, aquesta vegada amb el seu gos en lloc dels nens.

## Repartiment
- Buster Keaton com el Noi
- Margaret Leahy com la Noia
- Wallace Beery com el Vilà
- Joe Roberts com el Pare de la Noia
- Lillian Lawrence com la Mare de la Noia
- Kewpie Morgan com l'Emperador / Home de les Cavernes / Pinxo Romà (acreditat com Horace Morgan)

## Crítica
En la seva ressenya de la revista Life d'octubre de 1923, Robert E. Sherwood va escriure: "Encara que un té considerables dificultats per a seguir els estranys meandres de la trama de Buster (si és que hi ha alguna), no es té cap problema en bé rebre les seves pallassades amb un riure sincer. De les tres edats, la part de l'home de les cavernes és segurament la més còmica".
El número de desembre de 1923 de Photoplay va publicar de la pel·lícula: «Té els seus punts bons, però està per sota del nivell de Buster».
Més recentment, Dennis Schwartz va dir: «Encara que està sobrecarregada de narrativa per a una comèdia de Keaton, es produeixen alguns centellejos del seu geni».